# Aswad

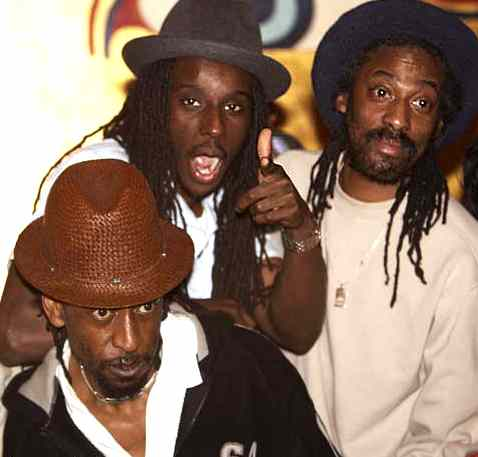
Aswad (2007)

Aswad (arabisch „schwarz“) ist eine britische Reggae-Band, die besonders Ende der 1980er und in den frühen 1990er Jahren erfolgreich war. Sie bestand aus den Musikern Donald „Dee“ Griffiths (Gitarre; * 1954 auf Jamaika), Brinsley Allan „Dan“ Forde (Gesang, Gitarre; * 16. Oktober 1952 in Guyana), Courtney Hemmings (Keyboard), Angus „Drummie Zeb“ Gaye (Schlagzeug, Gesang; * 24. September 1959 in London; † 2. September 2022 ebenda) und Ras George Oban (Bass), der auch als George Levy aktiv war und 1980, dem Gründungsjahr seines eigenen Projektes Motion, durch Dennis Anthony „Gad“ Robinson (Gesang, Bass; * 11. November 1957 in London) ersetzt wurde.

## Geschichte
Die Gruppe formierte sich 1975 in London. 1976 erhielt sie als die erste britische Reggae-Band einen Vertrag bei Island Records. Der Erfolg blieb aber zunächst aus. Lediglich Platzierungen in den Reggae-Charts konnten vermerkt werden. Es war ein ständiges Auf und Ab und sie wechselte einige Male zwischen kleinen und größeren Plattenlabels.
1986 wurde das Management ausgewechselt und die Gruppe schrumpfte auf ein Trio zusammen.
1988 hatte es mit dem von Diane Warren und Albert Hammond geschriebenen Titel Don’t Turn Around eine Nummer-1-Platzierung in den britischen Charts. Das Original wurde von Tina Turner gesungen.
Vor dieser Hitnotierung fiel Aswad durch kritische Texte und nicht durch poppige Coverversionen auf. Nach dem großen Erfolg von Don’t Turn Around spielte sie aber immer häufiger Fremdkompositionen, so auch die direkten Single-Nachfolger Give a Little Love (wiederum von Albert Hammond geschrieben und von ihm selbst bereits veröffentlicht) und Beauty’s Only Skin Deep (The Temptations).
Ihr politisches und soziales Engagement, z. B. in Form von Benefiz-Auftritten und -Aktionen für Katastrophen-Opfer, behinderte Kinder und gegen Rassismus oder auch Drogen, behielt die Band jedoch kompromisslos bei.
2009 veröffentlichten Drummie Zeb und Tony Gad erneut ein Album mit dem Titel City Lock.
Die Zahl der Aswad-Kompilationen ist – nicht zuletzt wegen der vielen Labelzugehörigkeiten – unüberschaubar.

## Diskografie

### Alben
| Jahr | Titel              | Höchstplatzierung, Gesamtwochen, AuszeichnungChartplatzierungen (Jahr, Titel, Platzierungen, Wochen, Auszeichnungen, Anmerkungen) | Höchstplatzierung, Gesamtwochen, AuszeichnungChartplatzierungen (Jahr, Titel, Platzierungen, Wochen, Auszeichnungen, Anmerkungen) | Höchstplatzierung, Gesamtwochen, AuszeichnungChartplatzierungen (Jahr, Titel, Platzierungen, Wochen, Auszeichnungen, Anmerkungen) | Höchstplatzierung, Gesamtwochen, AuszeichnungChartplatzierungen (Jahr, Titel, Platzierungen, Wochen, Auszeichnungen, Anmerkungen) | Höchstplatzierung, Gesamtwochen, AuszeichnungChartplatzierungen (Jahr, Titel, Platzierungen, Wochen, Auszeichnungen, Anmerkungen) | Anmerkungen |
| Jahr | Titel              | DE | AT | CH | UK | US | Anmerkungen |
| ---- | ------------------ | --- | --- | --- | --- | --- | ----------- |
| 1982 | Not Satisfied      | — | — | — | UK50 (6 Wo.)UK | — |             |
| 1983 | Live and Direct    | — | — | — | UK57 (16 Wo.)UK | — |             |
| 1984 | Rebel Souls        | — | — | — | UK48 (2 Wo.)UK | — |             |
| 1986 | To the Top         | — | — | — | UK71 (3 Wo.)UK | — |             |
| 1988 | Distant Thunder    | — | — | — | UK10 Gold · (15 Wo.)UK | US173 (7 Wo.)US |             |
| 1988 | Renaissance        | — | — | — | UK52 (8 Wo.)UK | — |             |
| 1990 | Too Wicked         | — | — | — | UK51 (2 Wo.)UK | — |             |
| 1994 | Rise and Shine     | — | — | — | UK38 (5 Wo.)UK | — |             |
| 2002 | Cool Summer Reggae | — | — | — | UK54 (1 Wo.)UK | — |             |

grau schraffiert: keine Chartdaten aus diesem Jahr verfügbar
Weitere Alben
- 1976: Aswad
- 1979: Hulet
- 1981: New Chapter
- 1982: A New Chapter of Dub
- 1985: In Addis Ababa Studio (Jah Shaka meets Aswad)
- 1993: Firesticks
- 1995: Dub: The Next Frontier
- 1995: Rise and Shine Again!
- 1997: Big Up
- 1997: The B. B. C. Sessions
- 1999: Roots Revival
- 2000: 25 Live
- 2009: City Lock

### Kompilationen
| Jahr | Titel         | Höchstplatzierung, Gesamtwochen, AuszeichnungChartplatzierungen (Jahr, Titel, Platzierungen, Wochen, Auszeichnungen, Anmerkungen) | Höchstplatzierung, Gesamtwochen, AuszeichnungChartplatzierungen (Jahr, Titel, Platzierungen, Wochen, Auszeichnungen, Anmerkungen) | Höchstplatzierung, Gesamtwochen, AuszeichnungChartplatzierungen (Jahr, Titel, Platzierungen, Wochen, Auszeichnungen, Anmerkungen) | Höchstplatzierung, Gesamtwochen, AuszeichnungChartplatzierungen (Jahr, Titel, Platzierungen, Wochen, Auszeichnungen, Anmerkungen) | Höchstplatzierung, Gesamtwochen, AuszeichnungChartplatzierungen (Jahr, Titel, Platzierungen, Wochen, Auszeichnungen, Anmerkungen) | Anmerkungen |
| Jahr | Titel         | DE | AT | CH | UK | US | Anmerkungen |
| ---- | ------------- | --- | --- | --- | --- | --- | ----------- |
| 1995 | Greatest Hits | — | — | — | UK20 (3 Wo.)UK | — |             |

Weitere Kompilationen
- 1981: Showcase
- 1988: Renaissance: 20 Crucial Tracks
- 1989: Crucial Tracks: Best of Aswad
- 1997: Roots Rocking: The Island Anthology (2 CDs)
- 1997: Don’t Turn Around
- 1999: Classic. The Universal Master Collection
- 2000: Millennium Edition
- 2004: The Best of Aswad
- 2009: The BBC Sessions (2 CDs)
- 2009: Reggae Warriors: The Best of Aswad (2 CDs)

### Singles
| Jahr | Titel                                   | Höchstplatzierung, Gesamtwochen, AuszeichnungChartplatzierungen (Jahr, Titel, Platzierungen, Wochen, Auszeichnungen, Anmerkungen) | Höchstplatzierung, Gesamtwochen, AuszeichnungChartplatzierungen (Jahr, Titel, Platzierungen, Wochen, Auszeichnungen, Anmerkungen) | Höchstplatzierung, Gesamtwochen, AuszeichnungChartplatzierungen (Jahr, Titel, Platzierungen, Wochen, Auszeichnungen, Anmerkungen) | Höchstplatzierung, Gesamtwochen, AuszeichnungChartplatzierungen (Jahr, Titel, Platzierungen, Wochen, Auszeichnungen, Anmerkungen) | Höchstplatzierung, Gesamtwochen, AuszeichnungChartplatzierungen (Jahr, Titel, Platzierungen, Wochen, Auszeichnungen, Anmerkungen) | Anmerkungen |
| Jahr | Titel                                   | DE | AT | CH | UK | US | Anmerkungen |
| ---- | --------------------------------------- | --- | --- | --- | --- | --- | --- |
| 1984 | Chasing for the Breeze Rebel Souls      | — | — | — | UK51 (3 Wo.)UK | — | Autoren: Gaye, B. Forde, Robinson                                                                                      |
| 1984 | 54 46 Was My Number Rebel Souls         | — | — | — | UK70 (3 Wo.)UK | — | Autoren: Frederick Hibbert, Leslie Kong Original: Toots & the Maytals, 1979                                            |
| 1988 | Don’t Turn Around Distant Thunder       | DE29 (9 Wo.)DE | — | CH13 (7 Wo.)CH | UK1 Silber · (12 Wo.)UK | — | Erstveröffentlichung: 10. Februar 1988 Autoren: Diane Warren, Albert Hammond Original: Tina Turner, 1986 (als B-Seite) |
| 1988 | Give a Little Love Distant Thunder      | DE58 (5 Wo.)DE | — | — | UK11 (8 Wo.)UK | — | Autoren: Diane Warren, Albert Hammond Original: Hammond & West, 1986                                                   |
| 1988 | Set Them Free Distant Thunder           | — | — | — | UK70 (2 Wo.)UK | — | Autoren: Gaye, B. Forde, Robinson                                                                                      |
| 1989 | Beauty’s Only Skin Deep Crucial Tracks  | — | — | — | UK31 (6 Wo.)UK | — | Autoren: Norman Whitfield, Eddie Holland Original: The Temptations, 1966                                               |
| 1989 | On and On Crucial Tracks                | — | — | — | UK25 (8 Wo.)UK | — | Autor und Original: Stephen Bishop, 1976                                                                               |
| 1990 | Next to You Too Wicked                  | — | — | — | UK24 (6 Wo.)UK | — | Autoren: Gaye, B. Forde, L. Forde, Robinson                                                                            |
| 1990 | Smile Too Wicked                        | — | — | — | UK53 (2 Wo.)UK | — | Autoren: Gaye, B. Forde, L. Forde, Robinson feat. Sweetie Irie (aka Dean Bent)                                         |
| 1991 | Too Wicked                              | — | — | — | UK61 (2 Wo.)UK | — | |
| 1993 | How Long One on One                     | DE52 (8 Wo.)DE | — | — | UK31 (5 Wo.)UK | — | mit Yazz Autor: Paul Carrack, Original: Ace, 1974                                                                      |
| 1993 | Dancehall Mood Rise And Shine Again!    | — | — | — | UK48 (2 Wo.)UK | — | Autoren: Drummie Zeb, Tony Gad, Brinsley Forde, Tommy D, Nico Dredd                                                    |
| 1994 | Shine Rise And Shine Again!             | DE39 (13 Wo.)DE | AT12 (7 Wo.)AT | — | UK5 Silber · (14 Wo.)UK | — | Autoren: Aswad, Jo Cang                                                                                                |
| 1994 | Warriors Rise And Shine Again!          | — | — | — | UK33 (3 Wo.)UK | — | Autoren: Alan Glass, Amanda Glanfield, Gary Benson, Henry Priestman, Paul Carter                                       |
| 1994 | We Are One People Rise And Shine Again! | DE96 (2 Wo.)DE | — | — | — | — | vom Soundtrack Asterix in Amerika                                                                                      |
| 1995 | You’re No Good Rise And Shine Again!    | DE88 (5 Wo.)DE | — | — | UK35 (3 Wo.)UK | — | Autor: Clint Ballard Jr. Original: Dee Dee Warwick, 1963                                                               |
| 1995 | If I Was Big Up                         | — | — | — | UK58 (1 Wo.)UK | — | Autoren: Ricky Rainbow, Braithwaite, Jo Cang, Aswad                                                                    |
| 1998 | Invisible Sun Roots Revival             | DE97 (5 Wo.)DE | — | — | — | — | Gastsänger und Autor: Sting                                                                                            |
| 2002 | Shy Guy Cool Summer Reggae              | — | — | — | UK62 (1 Wo.)UK | — | Autoren: D. King, Andy Marvel, Kingsley Gardner feat. Easther Bennett, Original: Diana King, 1995                      |

Weitere Singles
- 1976: Back to Africa
- 1976: Three Babylon
- 1978: It’s Not Our Wish (That We Should Fight)
- 1979: Don’t Bite the Hand (mit Johnny Osborne)
- 1980: Bloody City (Dennis Brown feat. Aswad)
- 1980: Warrior Charge
- 1980: Rainbow Culture
- 1981: Ways of the Lord
- 1981: Finger Gun Style
- 1981: Babylon
- 1982: Pass the Cup
- 1982: African Children Part 2
- 1982: Girl’s Got to Know
- 1982: Aswad Dub – Free 10"
- 1983: African Children
- 1983: Roots Rockin
- 1983: Promised Land (mit Dennis Brown)
- 1984: Need Your Love
- 1984: Struggle (mit Patrick Andy)
- 1984: Me Nah Run / When You Are Young (mit Michael Palmer und Jackie Parris)
- 1985: Bubbling
- 1985: Kool Noh
- 1986: Pull Up
- 1987: Hooked on You
- 1990: Fire
- 1991: Best of My Love
- 1995: Fever
- 1997: Version
- 1997: One Shot Chilla
- 1997: Roxanne
- 1999: Roots Revival – The Dub Versions
- 1999: Caution
- 1999: Follow ’99
- 2005: Shine 2005
- 2009: Do That Thing
- 2009: Calling
- 2009: What Is Love?
- 2010: City Lock

## Auszeichnungen für Musikverkäufe
| Goldene Schallplatte - Japan - 1994: für das Album Rise and Shine |

Anmerkung: Auszeichnungen in Ländern aus den Charttabellen bzw. Chartboxen sind in ebendiesen zu finden.
| Land/RegionAuszeichnungen für Musikverkäufe (Land/Region, Auszeichnungen, Verkäufe, Quellen) | Silber     | Gold     | Platin | Verkäufe | Quellen    |
| -------------------------------------------------------------------------------------------- | ---------- | -------- | ------ | -------- | ---------- |
| Japan (RIAJ)                                                                                 | —          | Gold1    | —      | 100.000  | riaj.or.jp |
| Vereinigtes Königreich (BPI)                                                                 | 2× Silber2 | Gold1    | —      | 500.000  | bpi.co.uk  |
| Insgesamt                                                                                    | 2× Silber2 | 2× Gold2 | —      |          |            |